# Копривно (Дугополє)
Копривно (хорв. Koprivno) — населений пункт у Хорватії, у Сплітсько-Далматинській жупанії у складі громади Дугополє.

## Населення
Населення за даними перепису 2011 року становило 272 осіб.
Динаміка чисельності населення поселення: